# Lamsorti
Lamsorti (łac. Diocesis Lamsortensis) – stolica historycznej diecezji w Cesarstwie rzymskim w prowincji Numidia zlikwidowana w VII w. podczas ekspansji islamskiej. Współcześnie miasto Sukajkida w północnej Algierii. Obecnie katolickie biskupstwo tytularne. 

## Biskupi tytularni
| Lp. | Biskup                            | Funkcja                                                                        | Od               | Do                   |
| --- | --------------------------------- | ------------------------------------------------------------------------------ | ---------------- | -------------------- |
|     | Ambrose Valerian Hayden           | biskup pomocniczy Saint Paul i Minneapolis (USA) zrezygnował z przyjęcia sakry | 20 kwietnia 1967 | 1968                 |
| 1   | Michael Bowen                     | biskup koadiutor Arundel i Brighton (Anglia)                                   | 18 maja 1970     | 14 marca 1971        |
| 2   | Jacques Berthelet                 | biskup pomocniczy Saint-Jean-Longueuil (Kanada)                                | 19 grudnia 1986  | 27 grudnia 1996      |
| 3   | Pedro Nicolás Bermúdez Villamizar | biskup pomocniczy Caracas (Wenezuela)                                          | 15 lutego 1997   | 27 października 2022 |
| 4   | Denilson Geraldo                  | biskup pomocniczy Brasílii (Brazylia)                                          | 25 stycznia 2023 |                      |